# Bandolón

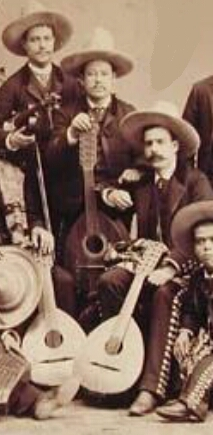
Tres bandolones en una foto de 1885 de la Orquesta Típica Mexicana de Carlos Curti, tomada en su tour en Columbus, Ohio, E.U.

El bandolón es un instrumento de cuerda pulsada, tocado con la técnica de punteo con una plumilla o espiga. Posee 6 órdenes de cuerdas metálicas dobles o triples, tensadas longitudinalmente, en intervalos de cuarta, de  Fa#, Si, Mi, La, Re, Sol. Su caja de resonancia tiene forma de pera.